# Kabinett Medwedew I
Das Kabinett des russischen Ministerpräsidenten Medwedew, welches von 2012 bis 2018 existierte, umfasst folgende Mitglieder:
- Regierungschef: Dmitri Medwedew
- Erster Stellvertreter/Stellvertretender Regierungschef: Igor Schuwalow
- Acht weitere stellvertretende Ministerpräsidenten:
  - Olga Jurjewna Golodez
  - Arkadi Wladimirowitsch Dworkowitsch
  - Dmitri Nikolajewitsch Kosak
  - Witali Leontjewitsch Mutko
  - Sergei Eduardowitsch Prichodko
  - Dmitri Olegowitsch Rogosin
  - Juri Petrowitsch Trutnew
  - Alexander Gennadijewitsch Chloponin

## Bundesminister
- Michail Abysow
- Umwelt: Sergei Donskoi
- Fernost: Alexander Galuschka
- Sport: Pawel Kolobkow
- Inneres: Wladimir Kolokolzew
- Justiz: Alexander Konowalow
- Nordkaukasus: Lew Kusnezow
- Äußeres: Sergei Lawrow
- Industrie und Handel: Denis Manturow
- Kultur: Wladimir Medinski
- Michail Men
- Kommunikation: Nikolai Nikiforow
- Energie: Alexander Nowak
- Zivilschutz: Wladimir Putschkow
- Verteidigung: Sergei Schoigu
- Finanzen: Anton Siluanow
- Gesundheit: Weronika Skworzowa
- Verkehr: Maxim Sokolow
- Landwirtschaft: Alexander Tkatschow
- Arbeit und Soziales: Maxim Topilin
- Wirtschaftliche Entwicklung: Alexei Uljukajew
- Bildung und Wissenschaft: Olga Wassiljewa